# 圣奥伦佐纪念柱

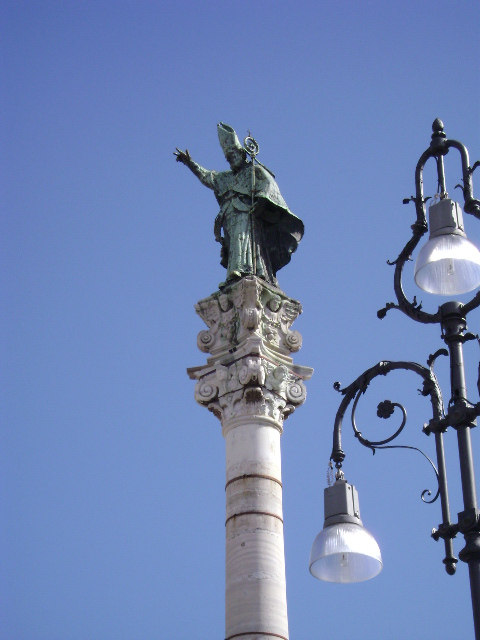
圣奥伦佐纪念柱

圣奥伦佐纪念柱（義大利語：Colonna di Sant'Oronzo）位于莱切的圣奥伦佐广场. 约29米高，在顶部矗立着主保圣人的雕像。
竖立此柱是为了感谢圣奥伦佐保佑该市免于1656年在那不勒斯王国蔓延的瘟疫侵袭。